# Yu (kana)
En l'escriptura japonesa, els caràcters ゆ en hiragana o ユ en katakana són dues mores o kanes.
En la taula de l'ordre gojūon (per columnes, i de dreta a esquerra), es troba a la huitena columna (な行, columna «ya») i la tercera fila (あ段, fila «u»).

La taula gojūon

## Romanització
Segons els sistemes de romanització Hepburn modificat, Kunrei-shiki i Nihon-shiki, ゆ o ユ es romanitzen com a «yo».

## Escriptura
|  | ゆ s'escriu en dos traços |
|  | ユ s'escriu en dos traços |

## Altres escriptures
| ゆ o ユ en braille japonès   | ゆ o ユ en braille japonès                                 |
| ---------------------------- | ---------------------------------------------------------- |
| ゆ o ユ yu                   | ゆう o ユー yū                                             |
| ⠬ (braille pattern dots-346) | ⠬ (braille pattern dots-346) · ⠒ (braille pattern dots-25) |

- Codi Morse:[7] –••－－